# 波瓦罗沃 (莫斯科州)
波瓦罗沃（羅馬化：Povarovo）是俄罗斯莫斯科州的市级镇，属州辖市索尔涅奇诺戈尔斯克市（城市区），地处莫斯科州西北部，在区行政中心索尔涅奇诺戈尔斯克东南、州府莫斯科西北方，南侧有克利亚济马河一支流拉多姆利亚河（Радомля）流过。镇内有铁路车站波瓦罗沃1站，及一停靠点波瓦罗夫卡站台。
该地2021年人口有8,681人；2010年人口7,985；2002年人口7,602；1989年人口9,066。